# NGC 2641
NGC 2641 est une galaxie lenticulaire située dans la constellation de la Grande Ourse. NGC 2641 a été découverte par l'astronome germano-britannique William Herschel en 1802.

## Caractéristiques
Sa vitesse par rapport au fond diffus cosmologique est de 3 167 ± 28 km/s, ce qui correspond à une distance de Hubble de 46,7 ± 3,3 Mpc (∼152 millions d'al).